# نعل اسبی (سرده)
نعل اسبی (نام علمی: Hippocrepis) نام یک سرده از تیره باقلاییان است.